# Cruella (phim)
Cruella là một bộ phim hài - chính kịch tội phạm đã được ra mắt của Mỹ dựa trên nhân vật Cruella de Vil, được giới thiệu trong tiểu thuyết Trăm linh một chú chó đốm của nhà văn Dodie Smith năm 1956 và bộ phim hoạt hình Một trăm linh một chú chó đốm của hãng Walt Disney ra mắt năm 1961 và được sản xuất bởi Walt Disney Pictures. Phim do Craig Gillespie đạo diễn với kịch bản của Dana Fox và Tony McNamara, từ câu chuyện của Aline Brosh McKenna, Kelly Marcel và Steve Zissis. Emma Stone đóng vai chính trong tiêu đề phim, với sự tham gia của Emma Thompson, Joel Fry, Paul Walter Hauser, Emily Beecham, Kirby Howell-Baptiste và Mark Strong trong các vai phụ. Stone cũng đóng vai trò là nhà sản xuất điều hành của bộ phim cùng với Glenn Close, người đã từng đóng vai Cruella trong các phiên bản live-action trước đó, 101 chú chó đốm và 102 chú chó đốm.
Cruella dự kiến sẽ được công chiếu tại các rạp phim đồng thời trên Disney+ với Premier Access vào ngày 28 tháng 5 năm 2021, tại Hoa Kỳ.

## Diễn viên
- Emma Stone vai Estella "Cruella" de Vil: Một nhà thiết kế thời trang đầy tham vọng và khao khát, người sẽ tiếp tục trở thành một tên tội phạm nguy hiểm bị ám ảnh bởi bộ lông của loài chó đốm.[11][12]
- Emma Thompson vai Nam tước phu nhân von Hellman: Người đứng đầu một hãng thời trang danh tiếng, sếp của Estella.[13]
- Joel Fry vai Jasper Badun: Một tên trộm được Estella thuê để giúp cô trong những phi vụ của cô và là anh trai của Horace.
- Paul Walter Hauser vai Horace Badun: Một tên trộm được Estella thuê để giúp cô trong những phi vụ của cô và là em trai của Jasper.
- Emily Beecham vai Catherine de Vil: Mẹ của Estella, một người phụ nữ thợ giặt nghèo khó.
- Kirby Howell-Baptiste vai Anita Darling: Người bạn làm nhà báo của Estella.[14][15]
- Mark Strong vai John: Người hầu của Nữ nam tước có "chương trình nghị sự không rõ ràng như tên của anh ta".[14]
- Jamie Demetriou vai Gerald
- John McCrea vai Artie

## Sản xuất

### Phát triển
Phim chuyển thể người đóng của Cruella de Vil, dựa trên nhân vật trong bộ phim thương hiệu 101 chú chó đốm của Disney, được thông báo năm 2011. Andrew Gunn đã được thuê để sản xuất bộ phim, với Glenn Close (người đã từng đóng vai Cruella trong các phiên bản live-action trước đó, 101 chú chó đốm và 102 chú chó đốm) đang tham gia với tư cách nhà sản xuất điều hành và Kelly Marcel sửa đổi kịch bản ban đầu từ Aline Brosh McKenna. Vào ngày 6 tháng 1 năm 2016, Emma Stone được chọn vào vai diễn tiêu đề của Cruella de Vil. Vào tháng 8 năm 2016, Jez Butterworth đã được thuê để viết lại bản thảo kịch bản trước đó. Vào tháng 11 năm 2016,có thông tin cho rằng Disney đã thuê Alex Timbers để đạo diễn bộ phim chuyển thể live-action, và Marc Platt tham gia bộ phim với tư cách là nhà sản xuất. Tuy nhiên, vào tháng 12 năm 2018, có thông tin tiết lộ rằng Timbers đã rời khỏi bộ phim do kẹt lịch trình và Craig Gillespie thay vào đó để tiếp tục chỉ đạo bộ phim.
Vào tháng 5 năm 2019, Emma Thompson tham gia dàn diễn viên với vai Nữ nam tước, được mô tả là "một nhân vật phản diện của Cruella, người được cho là yếu tố quan trọng trong quá trình biến đổi của cô thành nhân vật phản diện mà chúng ta biết ngày nay". Nicole Kidman, Charlize Theron, Julianne Moore và Demi Moore cũng được xem xét cho vai diễn này, trong khi Dev Patel được xem xét cho vai Roger Dearly. Cùng tháng, Tony McNamara và Dana Fox được thuê để viết cho phiên bản gần đây của kịch bản. Joel Fry và Paul Walter Hauser được chọn thêm vào dàn diễn viên trong những tháng tiếp theo với vai diễn lần lượt là Jasper và Horace.

### Quay phim
Vào tháng 8 năm 2019, trong D23 Expo, nó đã tiết lộ rằng giai đoạn quay phim chính cho Cruella đã bắt đầu. Hình ảnh chính thức đầu tiên từ bộ phim có Stone trong vai Cruella de Vil với ba con chó đốm trưởng thành bị xích, Hauser trong vai Horace và Fry trong vai Jasper cũng được công bố trong sự kiện. Vào tháng 9 năm 2019, Mark Strong, Emily Beecham và Kirby Howell-Baptiste được thêm vào dàn diễn viên của phim. Phim đóng máy vào tháng 11 năm 2019.

### Âm nhạc
Vào ngày 31 tháng 3 năm 2021, có thông báo rằng Nicholas Britell đã được thuê để soạn nhạc cho bộ phim.

## Ra mắt
Cruella ban đầu dự kiến ra rạp vào ngày 23 tháng 12 năm 2020, nhưng nó đã bị trì hoãn đến ngày 28 tháng 5 năm 2021 khi quá trình quay phim bắt đầu. Bộ phim đã nhận được xếp hạng PG-13 từ Hiệp hội Điện ảnh, "vì một số yếu tố bạo lực và chuyên môn", khiến nó trở thành bộ phim hoạt hình làm lại / chuyển thể người thật thứ hai của Disney nhận được xếp hạng này, sau Hoa Mộc Lan. Vào ngày 23 tháng 3 năm 2021, đã có thông báo rằng bộ phim sẽ được phát hành đồng thời trên Disney + với Premier Access để đối phó với đại dịch COVID-19.